# Cantone di Maubeuge
Il Cantone di Maubeuge è una divisione amministrativa dell'Arrondissement di Avesnes-sur-Helpe.
È stato costituito a seguito della riforma approvata con decreto del 17 febbraio 2014, che ha avuto attuazione dopo le elezioni dipartimentali del 2015.

## Composizione
Comprende i 14 comuni di:
- Assevent
- Bersillies
- Bettignies
- Boussois
- Élesmes
- Ferrière-la-Grande
- Gognies-Chaussée
- Jeumont
- Louvroil
- Mairieux
- Marpent
- Maubeuge
- Vieux-Reng
- Villers-Sire-Nicole